# Z風暴
《Z風暴》（英語：Z Storm；中國大陸地区片名《反貪風暴》）是一部於2014年上映的香港剧情電影，反貪風暴系列電影第一部，由林德祿执導，黃偉亮任動作設計，古天樂、林家栋、陈静、王敏德、盧海鵬及夏嫣領銜主演。本作中Z是指本作的貪污集團名稱「Z基金」。

## 劇情內容
一日，一名眼部受傷的女人突然出現在廉政公署總部，揚言要控告商業罪案調查科警司黃文彬（林家棟飾）貪污，廉政公署執行處首席調查主任陸志廉（古天樂飾）與隊員接手調查。在追查過程中，陸志廉發現事情並不簡單，因為身為警司的黃文彬在執行職務時，不單沒有阻止罪案發生，更利用職權參與犯罪。正當調查漸漸有頭緒時，重要證人一個一個被殺，包括會計師羅德永（盧海鵬飾），所有線索以及證據亦告失去，但有勇有謀的陸志廉並未放棄，隨著神秘少女Angel 梁安瑩（陳靜飾）的出現，他發現律師胡志勇（王敏德飾）與「關懷基金主席」徐懷景（駱應鈞飾）有不可告人的秘密。陸志廉今次將要面對一個龐大的貪污集團：當中包括了退休高官、警隊高層、商界富豪、資深律師和會計師等，事件更牽涉到香港政府用作扶貧的150億港元關懷基金。

## 演員

### 領銜主演
| 演員   | 角色   | 備註 |
| 古天樂 | 陸志廉 | William 廉政公署首席調查主任 胡志勇、黃文彬之天敵 安達、馬耀祖、王海良、譚美莉之上司 余洪盛之下屬                                                                                       |
| 林家棟 | 黃文彬 | 本片终极大反派 商業罪案調查科警司，被廉政公署調查 陸志廉之天敵 江蕙玲之前夫，被其向廉政公署舉報貪污 與梁安瑩發生一夜情 與胡志勇、徐懷景勾結，最後被廉政公署拘捕                         |
| 陳靜   | 梁安瑩 | Angel 患有白血病，被胡志勇所救，實為被其當作交易品 為胡志勇被逼與黃文彬、徐懷景發生一夜情 最後被胡志勇派手下追殺時遭槍傷右腿                                                            |
| 王敏德 | 胡志勇 | 本片第二大反派 Malcolm 资深大律師 陸志廉之天敵 強逼羅德永與其勾結 與黃文彬、徐懷景互相勾結 梁安瑩的恩人，實為當其交易品 殺害羅德永、陳智才，槍傷梁安瑩右腿的幕後黑手 最後被廉政公署拘捕 |
| 盧海鵬 | 羅德永 | 羅&陳會計師事務所合夥人兼會計師 被陳智才向廉政公署告發 被逼與胡志勇勾結 於醫院被胡志勇派手下掟落樓致死                                                                                  |
| 夏嫣   | 譚美莉 | Tammy 廉政公署調查主任 陸志廉之下屬 |

### 主演
| 演員   | 角色   | 備註 |
| 張兆輝 | 余洪盛 | 廉政公署副執行處長 范羅佩芳之下屬 陸志廉之上司                                                                                      |
| 歐錦棠 | 安達   | 廉政公署高級調查主任 陸志廉之下屬                                                                                                   |
| 曾國祥 | 馬耀祖 | Joe 廉政公署調查主任 陸志廉之下屬                                                                                                   |
| 張松枝 | 王海良 | 細良 廉政公署調查主任 陸志廉之下屬                                                                                                  |
| 姜皓文 | 何德榮 | 商業罪案調查科督察 黃文彬之下屬 |
| 駱應鈞 | 徐懷景 | 本片第三大反派 前政務司司長 與胡志勇、黃文彬勾結 與梁安瑩發生一夜情 最後被廉政公署拘捕 角色影射：前政務司司長、前全國政協常委許仕仁 |
| 王瀾菲 | 江蕙玲 | 黃文彬前妻，向廉政公署指證其貪污 被黃文彬派人恐嚇兼毆打後離開香港，前往加拿大                                                       |
| 廖啟智 | 張強   | 私家偵探 受江蕙玲錢財調查黃文彬包二奶                                                                                               |

### 其他演員
| 演員          | 角色     | 備註                                                                            |
| 張同祖        | 陳智才   | 羅&陳會計師事務所合夥人 向廉政公署發信件告發羅德永貪污 被胡志勇派人推落山崖致死 |
| 張堅庭        | 韋耀庭   | 中央政策組 首席顧問 角色影射：前特首辦主任、前食物及衞生局副局長梁卓偉          |
| 羅冠蘭        | 范羅佩芳 | 廉政專員 余洪盛、陸志廉之上司 角色影射：前港區人大代表、前廉政專員羅范椒芬      |
| 何華超        | 沈濟金   | Stephen 廉政公署內部監察（L組）成員 陸志廉同期同學                              |
| 羅浩銘        | 蔡子彬   | 廉政公署成員 駐守安全屋                                                         |
| 方志駒        |          | 廉政公署成員                                                                    |
| 方平          | 曾玉明   | 警務處副處長 黃文彬之上司                                                       |
| 何俊軒        |          | 商業罪案調查科成員                                                              |
| 黃耀煌        |          | 商業罪案調查科成員                                                              |
| 周文豪        |          | 商業罪案調查科成員                                                              |
| 黃佩芝        |          | 商業罪案調查科成員                                                              |
| 王貝兒        |          | 商業罪案調查科成員                                                              |
| 李善恆        |          | 商業罪案調查科成員                                                              |
| 呂珊          |          | 江蕙玲之母 黃文彬之前岳母 被黃文彬派人恐嚇兼毆打後離開香港，前往加拿大          |
| 徐靖雯        |          | 陸志廉之亡妻                                                                    |
| 菁瑋          |          | 記者                                                                            |
| 魏詠恩        |          | 模特兒                                                                          |
| Barry O'Rorke | 佐罗     | 本片幕后大反派 Z基金贪污幕后黑手 于结尾出现                                     |

## 外部連結
- WMOOV電影上《Z風暴 （页面存档备份，存于）》的資料（中文）
- Yahoo奇摩電影上《Z風暴》的資料（繁體中文）
- 香港影庫上《Z風暴》的資料（繁體中文）
- 開眼電影網上《Z風暴》的資料（繁體中文）
- 豆瓣电影上《反貪風暴》的資料 （简体中文）
- 时光网上《反貪風暴》的資料（简体中文）
- AllMovie上《Z風暴》的资料（英文）
- 爛番茄上《Z風暴》的資料（英文）
- 互联网电影数据库（IMDb）上《Z風暴》的资料（英文）